# Николаевка 1
Николаевка 1 (бел. Мікалаеўка 1) — деревня в составе Полыковичского сельсовета Могилёвского района Могилёвской области Республики Беларусь. Расположена в 6 километрах на северо-восток от города Могилёва. На восточной окраине деревни протекает река Днепр.

## История
Известна с XIX века. В 1897 году в деревне 62 двора и 401 житель, здесь была школа и 2 хлебозапасных магазина. В 1909 году здесь было 87 дворов и 483 жителя, работали церковноприходская школа, хлебозапасный магазин, корчма и паром через Днепр. В 1910 году открыта школа (народное училище), которая размещалась в съёмном помещении. После революции школа была преобразована в рабочую школу 1-й ступени, в которой в 1925 году обучалось 47 учеников. В 1930 годах здесь был организован колхоз. Во время Великой Отечественной войны с июля 1941 года по 27 июня 1944 года деревня была оккупирована немецкими войсками. На фронте погиб 61 местный житель, в память о которых около здания клуба установлена скульптурная композиция. В 1990 году здесь было 142 двора и 311 жителей, относилась к колхозу «Коминтерн» (центр в деревне Николаевка 2). Здесь размещалась производственная бригада, ферма крупного рогатого скота, работала 8-летняя школа, клуб, отделение связи и магазин.